# Conjunto de Vitali
Na matemática, um conjunto de Vitali é um subconjunto dos números reais, que pode ser construído, mas cuja existência é consequência do axioma da escolha, e que serve como contra-exemplo para várias propriedades ou como bloco construtor de vários paradoxos.
Em resumo, ele é um conjunto de números reais tal que qualquer número real é a soma de um único elemento dele e um único número racional.

## Construção
Seja {\displaystyle x\sim y\,} a relação em {\displaystyle \left[0,1\right]\subset \mathbb {R} \,} definida por {\displaystyle x\sim y\Leftrightarrow x-y\in \mathbb {Q} \,}. Como essa relação é
de equivalência, podemos escolher (e nesse ponto estamos conjurando o axioma da escolha) um representante de cada classe de equivalência. O Conjunto de Vitali é esse conjunto formado pelos representantes de cada classe de equivalência.
Aqui cabe uma observação: o axioma da escolha garante que esse conjunto existe, mas não garante que ele seja único; então devíamos dizer um (em vez de o) Conjunto de Vitali.

## O conjunto de Vitali não é mensurável a Lebesgue
Denote por {\displaystyle V\,} um conjunto de Vitali e por {\displaystyle \mu ^{*}\,} a medida exterior de Lebesgue.
Considere {\displaystyle \{r_{j}\}_{j=1}^{\infty }\,} uma enumeração para {\displaystyle [-1,1]\cap \mathbb {Q} \,} e construa o conjunto:
{\displaystyle S=\bigcup _{j=1}^{\infty }(V+r_{j})\,}, onde:
{\displaystyle V+r_{j}=\{x+r_{j}:x\in V\}\,}
Vamos mostrar agora as inclusões:
{\displaystyle [0,1]\subseteq S\subseteq [-1,2]\,}
Da forma como foi construído o conjunto, temos:
{\displaystyle V\subseteq [0,1]\,}
Então, se {\displaystyle x\in V\,} e {\displaystyle r_{j}\in [-1,1]\,}, vale {\displaystyle x+r_{j}\in [-1,2]\,}.

Agora, seja {\displaystyle x\in [0,1]\,}. Então, existe {\displaystyle y\in V\,} tal que {\displaystyle x\sim y\,}, ou seja, {\displaystyle x-y=r,\,r\in \mathbb {Q} \,}.
Como {\displaystyle x,y\in [0,1]\,}, temos que {\displaystyle r\in [-1,1]\,} e {\displaystyle r=r_{j}\,} para algum {\displaystyle j\,}. Logo, {\displaystyle x\in S\,}.

Vamos mostrar agora que os conjuntos {\displaystyle V+r_{j}\,} são disjuntos. Para tal, considere um elemento {\displaystyle x\,} na intersecção de dois destes conjuntos:
{\displaystyle x\in \left(V+r_{i}\right)\cap \left(V+r_{j}\right)\,}
Então:
{\displaystyle x=y+r_{i}=z+r_{j}\,} com {\displaystyle y,z\in V\,}
Logo:
{\displaystyle y-z=r_{j}-r_{i}\in \mathbb {Q} \Longrightarrow y\sim z\,}
Como o conjunto de Vitali foi construído tomando apenas um elemento de cada classe de equivalência, {\displaystyle y=z\,}, o que implica {\displaystyle r_{i}=r_{j}\,} e, portanto, {\displaystyle i=j\,}.
Finalmente, podemos provar que {\displaystyle V\,} não é mensurável. Partimos da estimativa:
{\displaystyle \mu ([0,1])\leq \mu ^{*}(S)\leq \mu ([-1,2])\,}
{\displaystyle 1\leq \mu ^{*}\left(\bigcup _{j=1}^{\infty }(V+r_{j})\right)\leq 3\,}
Para terminar o resultado considere {\displaystyle V\,} mensurável e observe que a medida de Lebesgue é {\displaystyle \sigma }-aditiva e invariante por translações. O que nos leva à seguinte expressão:
{\displaystyle 1\leq \sum _{j=1}^{\infty }\mu (V)\leq 3\,}
O somatório é finito apenas se {\displaystyle \mu (V)\,} for nulo, caso em que a soma é também nula e portanto inferior a 1.